# Dismal Euphony
Dismal Euphony е готик метъл състав в Ставангер, Норвегия, създаден през 1995 г. и разпаднал се през 2001 г. Групата смесва разнообразни стилове, като дет метъл, блек метъл и класическа музика.

## Биография
Историята на Dismal Euphony започва през 1992 г. в Ставангер с басиста Оле К. Хелгесен и барабаниста Кристофър Волд Остерхайм под името The Headless Children, които правят кавъри на Slayer и Kreator. Година по-късно вокалистът Ерик Борген и китаристът Кенет Бергсагел се присъединяват към групата.
Те сменят името на състава на Carnal Tomb, след което Борген напуска групата и Хелгесен става вокалист/басистът с женския глас на Лин Акре Твейт. Елин Оверскот се присъединява като клавирист.
Това е първият състав на Dismal Euphony, официално формирани през 1995 година. В същата година групата, композира демото Spellbound. След тази публикация, те подписват с Napalm Records. Тук те продуцират различни албуми като Soria Moria Slott, Autumn Leaves – The Rebellion of Tides и Lady Ablaze-EP (които вече включват Аня Наташа като женски вокал).
По-късно, Dismal Euphony се присъединяват към Nuclear Blast и издават All Little Devils, с новия женски вокал Аня Наташа.
Последната им албум е Python Zero. След това групата се разделя.
Клавиристката Елин Оверскот умира от свръхдоза хероин на 6 септември 2004.

## Състав

### Настоящи членове
- Аня Наташа – вокали
- Уле К. Хелгесен – вокали/бас
- Фроде Клаусен – китари
- Кристофер Фулд – барабани
- Свен-Аксел Хенриксен – клавиши

### Предишни членове
- Ерик Борген (1993, вокали)
- Кенет Бергсагел (1993 – ?, китари)
- Лин Акре Твейт (1994 – 1998, вокали)
- Елин Уверскот (1994 – 1998, клавиши)
- Даг Акре Твейт (?, бас)
- Ерленд Касперсен (2001, бас)

## Дискография
- Spellbound (демо запис, 1995)
- Dismal Euphony (сингъл, 1996)
- Soria Moria Slott (албум, 1996)
- Autumn Leaves – The Rebellion of Tides (албум, 1997)
- All Little Devils (Албум, 1999)
- Lady Ablaze (EP, 2000)
- Python Zero (албум, 2001)